# San Francisco Sola
San Francisco Sola es una localidad del estado mexicano de Oaxaca. Es cabecera del municipio de San Francisco Sola.

## Demografía
| Censo | Población |
| ----- | --------- |
| 1900  | 934       |
| 1910  | 975       |
| 1921  | 996       |
| 1930  | 872       |
| 1940  | 815       |
| 1950  | 938       |
| 1960  | 725       |
| 1970  | 749       |
| 1980  | 588       |
| 1990  | 599       |
| 1995  | 873       |
| 2000  | 958       |
| 2005  | 979       |
| 2010  | 1069      |
| 2020  | 1519      |